# Łagiewka sterczowa

Schemat przedstawiający przekrój przez ludzki gruczoł krokowy, zaznaczono łagiewkę sterczową (prostatic utricle)

Łagiewka sterczowa (łac. utriculus prostaticus) – w anatomii człowieka  jeden z narządów szczątkowych należących do męskiego układu płciowego. Jest to ślepy, leżący w obrębie gruczołu krokowego pośrodkowo położony mały uchyłek uchodzący do części sterczowej cewki moczowej, należący do pozostałości embrionalnych. Stanowi odpowiednik rozwojowy kobiecej pochwy i bywa określany jako pochwa męska (vagina masculina). Pochodzi z dolnych, połączonych ze sobą części przewodów przyśródnerczowych.
Nabłonek wyścielający łagiewkę przypomina nabłonek prostaty, a błona śluzowa jest mocno pofałdowana.